# لقلقي ترسي
لقلقي ترسي (الاسم العلمي: Pelargonium peltatum) هو نوع من النباتات يتبع جنس اللقلقي من الفصيلة الغرنوقية.